# Alfred Moll
Alfred Moll (* 7. Juni 1869 in Biel; † 14. Dezember 1949 ebenda, reformiert, heimatberechtigt in Biel) war ein Schweizer Politiker (FDP).

## Leben
Alfred Moll wurde am 7. Juni 1869 in Biel als Sohn des Gerichtsschreibers und Amtsnotars Friedrich Wilhelm Moll geboren. Nach dem Besuch der Burgerschule in Biel sowie des Gymnasiums in Burgdorf nahm Moll zwischen 1888 und 1893 ein Studium der Rechte in Bern und Berlin auf. 1893 erwarb er das Fürsprecherpatent. In der Folge leitete Alfred Moll von 1895 bis 1949 seine eigene Anwaltspraxis in Biel. Zudem diente er in der Schweizer Armee im Rang eines Obersten.
Er war verheiratet mit Ada, der Tochter des Gutsbesitzers aus Brügg Friedrich Moeschler. Alfred Moll verstarb am 14. Dezember 1949 im Alter von 80 Jahren in Biel.

## Politische Laufbahn
Der freisinnige Politiker Alfred Moll amtierte von 1904 bis 1907 als Stadtrat sowie von 1908 bis 1915 als Vorsteher des Bauwesens im Gemeinderat von Biel. Darüber hinaus nahm er nach den Parlamentswahlen 1908 bis 1919 Einsitz im Nationalrat. Alfred Moll  gehörte wie seine Freunde Karl Scheurer und Eduard Will zur „alten Garde“ des Berner Freisinns beziehungsweise zur bernischen Eisenbahn- und Energielobby. Er engagierte sich namentlich für die Weiterführung der Moutier-Grenchen-Bahn über Biel. Nach seinem Rücktritt aus dem Nationalrat ernannte ihn der Bundesrat zum Präsidenten der Treuhandstelle für Kleinindustrielle der Uhrenindustrie.